# 軍需局副長官

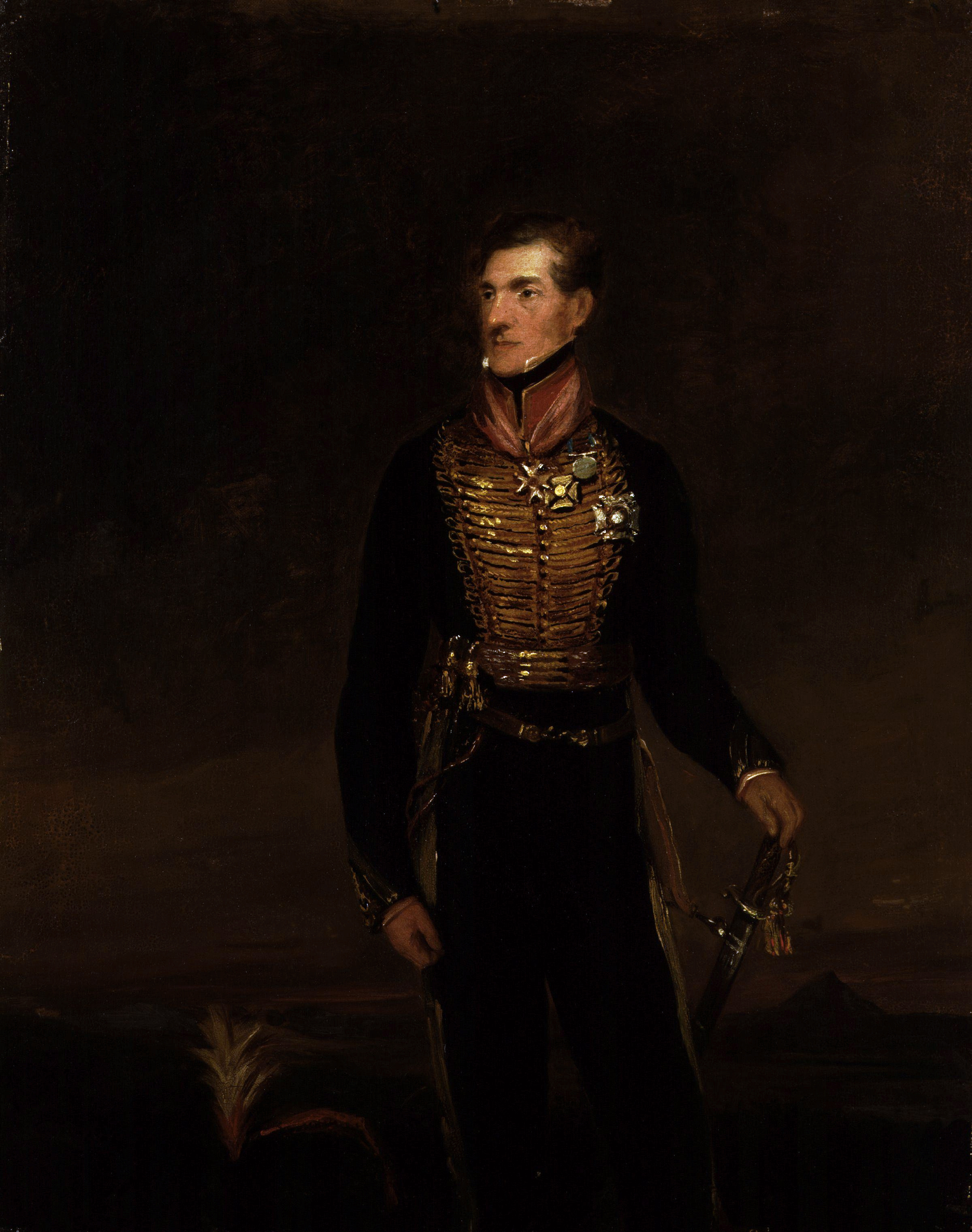
最後の軍需局副長官サー・ヒュー・ダルリンプル・ロス。ウィリアム・ソルター画、1830年代。

軍需局副長官（ぐんじゅきょくふくちょうかん、英: Lieutenant-General of the Ordnance）は、イギリス軍需局の役職であり、軍需総監の副官にあたる。1544年に設立され、1855年に廃止された。

## 解説

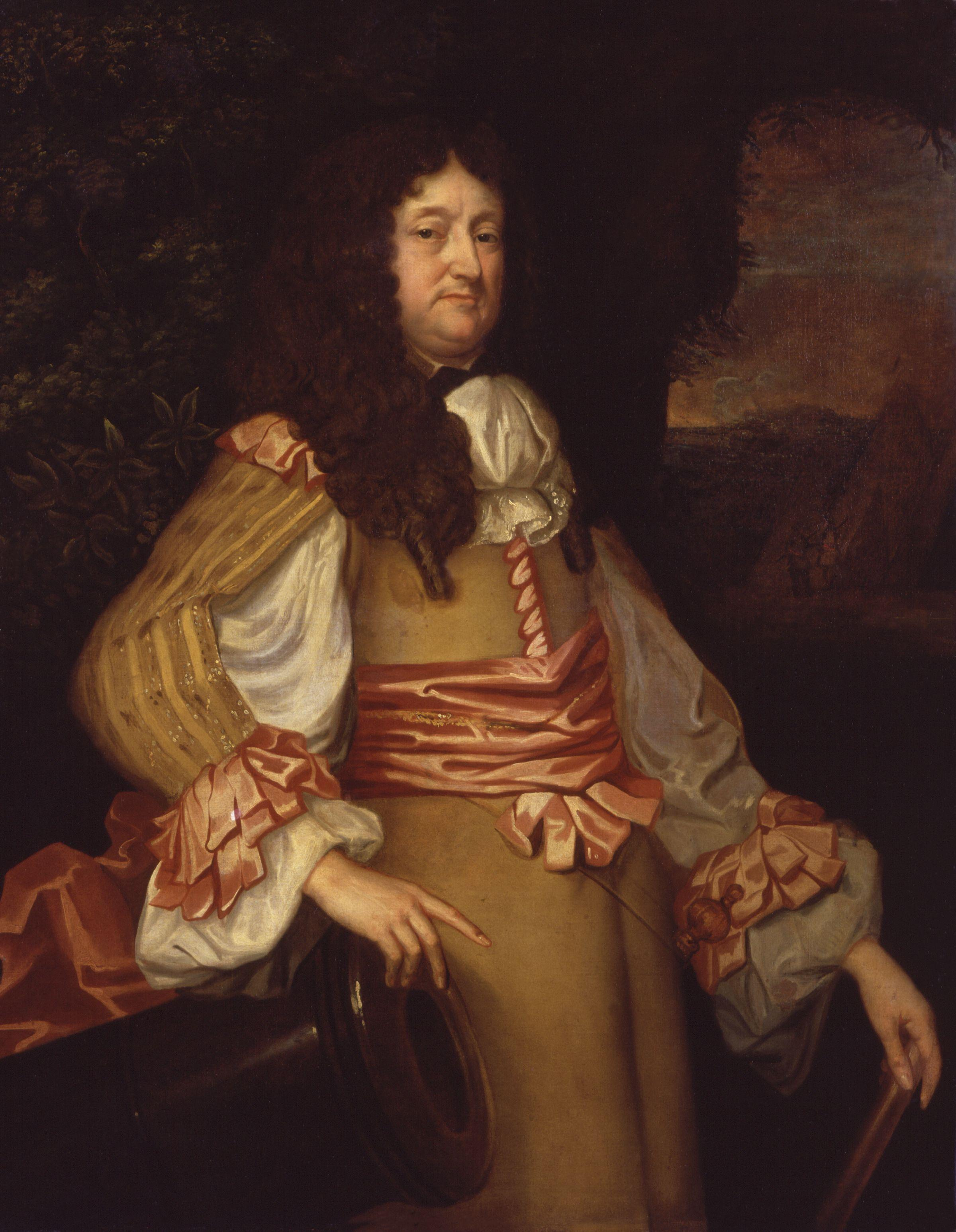
終身任命を受けた最後の軍需局副長官ウィリアム・レッグ、ヤコブ・ユイスマンス画。

1509年時点の軍需局では軍需総監の役職があったものの、軍需局副長官の役職はなかった。1544年初、軍需総監サー・クリストファー・モーリスが降格されて最初の軍需局副長官となり、軍需総監には代わりにトマス・シーモア（国王ヘンリー8世の3番目の王妃ジェーンの弟）が就任した。シーモアが軍事に無知というわけではなく、1540年代にイングランド軍を指揮したことはあったが、歴史学者クリフォード・S・L・デイヴィス（Clifford S. L. Davies）によれば、「頂点に名誉職が作られ、実際の職務が副長官に移った」形であり、モーリスの賃金も総監時代の倍にあたる日当100マークに上がった。この制度変更により、それまでの海軍委員会の長官であるロード・ハイ・アドミラルの地位が軍需局の長官である軍需総監の地位より高い、という状況が解消された。
任命は国璽が押印された特許状（letters patent）の形で行われ、任期は1670年まで終身任命（ただし、途中で解任されることもある）で、それ以降は陛下の仰せのままにとなった。賃金は特許状で日当100マークと記載され、1750年代のジョージ・サックヴィル卿のときには年俸1,500ポンドとされた。
軍需局副長官の創設時点では財務官の役職がなく、1544年から1547年まではロンドン塔管理長官が財務を担当した。1547年以降は軍需局副長官と軍需局測量総監が共同で担当し、1670年に財務官が創設されると財務は財務官の担当となった。海軍財務長官と違い、軍需局に支出への最終決定権がなく、支出が監査人に否決される可能性もあったが、実務上では数年前の支出を否決することが困難であり、エリザベス1世の治世には軍需局が毎月会議を行い、必要な支出を文書にして枢密院に提出することが規定された。
19世紀初には陸軍将校の出世コースとされた。1855年5月22日に軍需局が戦争省に統合され、軍需総監や軍需局副長官を含む軍需局の役職は廃止された。最後の軍需局副長官サー・ヒュー・ダルリンプル・ロスは代わりにadjutant-general of artilleryに任命された。

## 一覧

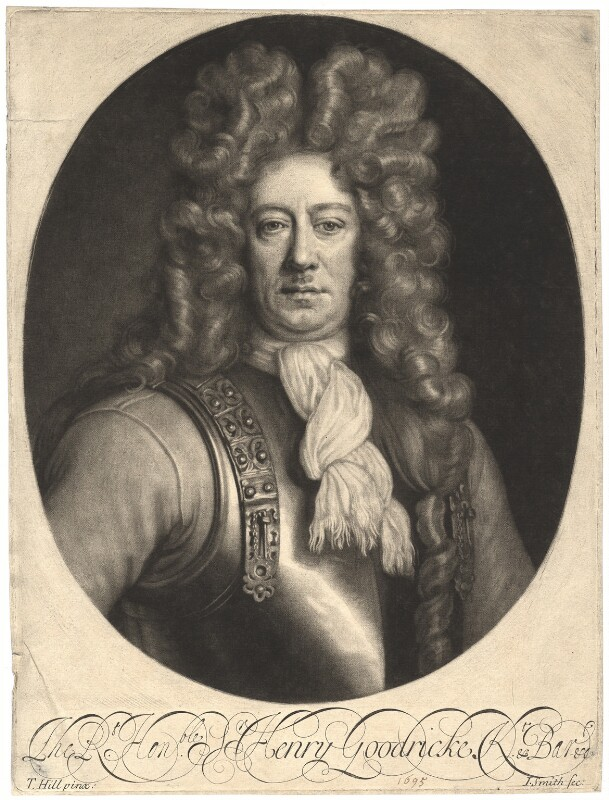
1689年から1702年までの軍需局副長官第2代準男爵サー・ヘンリー・グッドリック、1695年画。

- 1544年 – 1544年9月3日：サー・クリストファー・モーリス（英語版）[3]
- 1545年4月9日 – 1558年6月4日：サー・フランシス・フレミング（英語版）[4]
- 1558年6月4日 – 1563年12月：ウィリアム・ブロムフィールド（William Bromfield）[4]
- 1563年12月6日 – 1566年11月12日：エドワード・ランドルフ（英語版）[4]
- 1567年5月10日 – 1587年11月24日：ウィリアム・ペラム（英語版）（1579年9月14日、騎士爵に叙爵）[4]
- 1588年6月24日 – 1591年11月：サー・ロバート・コンスタブル（英語版）[4]
- 1592年1月7日 – 1608年6月27日：サー・ジョージ・カリュー（英語版）（1605年5月4日、カリュー男爵に叙爵）[4]
- 1608年7月1日 – 1616年12月31日：サー・ロジャー・ダリソン（英語版）（1611年6月29日、準男爵に叙爵）[4]
- 1616年12月31日 – 1625年7月：サー・リチャード・モリソン（英語版）[4]
  - 1616年1月1日に復帰権（reversion）が与えられ、1616年12月31日に就任した[4]。
- 1625年11月 – 1626年3月：サー・ウィリアム・ハリントン（Sir William Harington）[4]
  - 1621年5月25日に復帰権が与えられ、1625年11月2日までに就任した[4]。
- 1626年3月16日 – 1627年7月13日：サー・ウィリアム・ヘイドン（Sir William Heydon）[4]
- 1627年9月13日 – 1642年6月：ジョン・ヘイドン（英語版）（1629年1月7日、騎士爵に叙爵）[4]
- 1643年12月：ジョン・ピム[4]
- 1644年3月 – 1645年6月、1647年6月 – 1648年12月：サー・ウォルター・アール（英語版）[4]
- 1650年9月 – 1652年3月：トマス・ハリソン[4]
- 1660年6月28日 – 1670年10月13日：ウィリアム・レッグ[4]
- 1670年11月25日 – 1679年4月22日：デイヴィッド・ウォルター（英語版）[4]
- 1679年4月22日 – 1682年1月28日：ジョージ・レッグ（英語版）[4]
  - 1672年12月7日に復帰権が与えられ、1679年4月22日に就任した[4]。
- 1682年1月28日 – 1687年8月1日：サー・クリストファー・マスグレイヴ（英語版）[4]
- 1687年8月1日 – 1689年4月：第3代準男爵サー・ヘンリー・ティッチボーン（英語版）[4]
- 1689年4月16日 – 1702年6月29日：第2代準男爵サー・ヘンリー・グッドリック（英語版）[4]
- 1702年6月29日 – 1705年5月2日：ジョン・グランヴィル閣下（英語版）（1703年3月13日、グランヴィル男爵に叙爵）[4]
- 1705年5月2日 – 1712年6月21日：トマス・アール（英語版）[4]
- 1712年6月21日 – 1714年9月29日：ジョン・ヒル（英語版）[4]
- 1714年9月29日 – 1718年3月20日：トマス・アール（英語版）[4]
- 1718年3月20日 – 1718年3月28日：トマス・ミクルスウェイト（英語版）[4]
- 1719年4月22日 – 1741年12月25日：チャールズ・ウィルズ（英語版）（1725年6月17日、騎士爵に叙爵）[4]
- 1742年7月2日 – 1748年3月14日：ジョージ・ウェイド[4]
- 1748年3月26日 – 1757年12月22日：サー・ジョン・リゴニア（英語版）[4]
- 1757年12月22日 – 1759年10月11日：ジョージ・サックヴィル卿[4]
- 1759年10月11日 – 1763年5月12日：グランビー侯爵ジョン・マナーズ（英語版）[4]
- 1763年5月12日 – 1767年8月7日：ジョージ・タウンゼンド（1764年3月12日より第4代タウンゼンド子爵）[4]
- 1767年8月7日 – 1772年11月4日：ヘンリー・シーモア・コンウェイ閣下[4]
- 1772年11月4日 – 1782年5月6日：サー・ジェフリー・アマースト（1776年5月20日、アマースト男爵に叙爵）[4]
- 1782年5月6日 – 1804年11月22日：ウィリアム・ハウ閣下（1799年8月5日より第5代ハウ子爵）[4]
- 1804年11月22日 – 1814年1月11日：サー・トマス・トリッグ（英語版）[4]
- 1814年3月9日 – 1822年9月9日：初代準男爵サー・ヒルドブランド・オークス（英語版）[4]
- 1823年2月18日 – 1824年3月22日：初代ベレスフォード子爵ウィリアム・ベレスフォード（英語版）[4]
- 1824年3月22日 – 1825年4月30日：サー・ジョージ・マレー（英語版）[4]
- 1825年4月30日 – 1829年7月8日：サー・ウィリアム・ヘンリー・クリントン（英語版）[4]
- 1829年7月8日 – 1830年：エドワード・サマセット卿（英語版）[4]
- 1831年 – 1854年：空位[4]
- 1854年5月6日 – 1855年5月22日：サー・ヒュー・ダルリンプル・ロス（英語版）[4]